# Дьюла Маар
Дьюла Маар (угор. Maár Gyula; 2 серпня 1934, Будапешт — 20 листопада 2013, Будапешт) — угорський кінорежисер і сценарист.

## Біографія
Закінчив Вищу школу театру і кіно в Будапешті (1968). Працював асистентом у Золтана Фабрі і Кароя Макка. Перший власний повнометражний фільм зняв у 1971. Знімав стрічки за власними сценаріями, сценаріями Тібора Дері, Яноша Пілінського. У 1986 році його фільм "Első kétszáz évem" був представлений на 36-му Берлінському міжнародному кінофестивалі. У 1993 році його фільм "Упс" був представлений на 43-му Берлінському міжнародному кінофестивалі.
Був одружений з актрисою Марі Теречік.

## Вибрана фільмографія
- 1971 — Прес / Prés
- 1971 — Любов / Szerelem
- 1973 — Кінець шляху / Végül
- 1974 — Кішки-мишки / Macskajáték
- 1975 — Пані Дері, де ви? / Déryné hol van?
- 1977 — Тяганина / Teketória
- 1983 — Гра в хмарах / Felhöjáték (за романом Тібора Дері)
- 1985 — Перші 200 років мого життя / Első kétszáz évem (номінація на Золотого ведмедя Берлінського МКФ)
- 1987 — Млин в пеклі / Malom a pokolban
- 1993 — Оп-па / Hoppá (номінація на Золотого ведмедя Берлінського МКФ)
- 1993 — Кіра Кіраліна / Chira Chiralina
- 1996 — Марі Тьорьочік / Mari Törőcsik (документальний)
- 2007 — Уламок / Töredék

## Твори
- Maár, Gyula; Zimre, Péter'. Sértődött utazás, 1970.